# Шахты Кизеловского угольного бассейна

Шахты Кизеловского угольного бассейна
Вследствие исторических, геологических и географических факторов, шахты Кизеловского угольного бассейна располагались не только на территории Кизеловского района Пермского края. Поэтому шахты подразделяются по территориальному принципу.

## Кизеловские шахты[1]
| Название                                                                                                  | Открыта                                             | Закрыта  |
| --- | --------------------------------------------------- | -------- |
| Запрудная (Штольня Запрудная)                                                                             | 1797 год                                            | 1825 год |
| Богородская (№1 Богородская)                                                                              | 1882 год                                            | 1957 год |
| Шахта им. В.И. Ленина (бывшая № 1 Капитальная, Княжеская копь, рудник «Князь Абамелек», Кизеловская копь) | 1881 год                                            | 1997 год |
| 9-я делянка (Восточное крыло)                                                                             | 1932 год                                            | 1987 год |
| Шахта №5 (Пятая шахта)                                                                                    | 1933 год                                            | 1946 год |
| Рудничная (шахта № 7)                                                                                     | 1939 год                                            | 1997 год |
| Шахта им. Володарского (Старокоршуновская копь)                                                           | 1857 год                                            | 1963 год |
| Шахта №6 Капитальная («Северная»)                                                                         | 1942 год (первая очередь) 1945 год (вторая очередь) | 1997 год |
| Шахта им. Фрунзе (Княгининская)                                                                           | 1895 год                                            | 1930 год |
| Шахта Комсомолец                                                                                          | 1934 год                                            | 1963 год |
| Шахта 1-бис                                                                                               | 1947 год                                            | 1953 год |
| Шахта Владимировская                                                                                      | 1954 год                                            | 1998 год |
| Шахта Рассольная                                                                                          |                                                     |          |
| Шахта им. 40-летия ВЛКСМ                                                                                  | 1952 год                                            | 1998 год |

## Луньевские шахты (копи)
| Название                 | Открыта  | Закрыта  |
| ------------------------ | -------- | -------- |
| Андреевские (копи)       |          |          |
| Григорий (копи)          | 1875 год | 1903 год |
| Илиодор (Иллиодор) копи  | 1876 год |          |
| Граф (копи)              | 1878 год |          |
| Варвара (копи)           | 1879 год |          |
| Жонес-1 (копи)           | 1886 год |          |
| Ивановские копи          | 1887 год |          |
| Илим (Елим) копи         | 1891 год |          |
| Акинфий (Акенфий), шахта | 1902 год |          |
| Нижний Жонес (шахта)     | 1916 год |          |
| Граф-11 (шахта)          | 1920 год |          |
| Луньевка (шахта)         | 1940 год | 1951 год |

## Губахинские шахты
| Название                                             | Открыта  | Закрыта  |
| ---------------------------------------------------- | -------- | -------- |
| Центральная (бывшая Семёновская / им. Сталина)       | 1907 год | 1996 год |
| Шахта им. Урицкого (бывшая Мариинская)               | 1907 год | 1968 год |
| Шахта им. Серова (бывшая Безымянная)                 | 1938 год | 1958 год |
| Шахта им. Калинина (бывшая шахта Захаровского)       | 1897 год | 1957 год |
| Шахта им. Ворошилова (бывшая Надеждинская)           |          |          |
| Шахта им. 1 Мая (бывшая Крестовая гора, Крестовская) | 1896 год | 1972 год |
| Шахта им. Куйбышева (бывшая Курмаковская)            |          |          |
| Шахта им. Крупской (бывшая Любимовская)              | 1865 год | 1993 год |
| Нагорная                                             | 1939 год | 1999 год |
| Октябрёнок                                           | 1933 год | 1952 год |
| Ключевская (Шахта № 2 — Капитальная)                 | 1941     | 1997     |
| Пионер                                               | 1933 год | 1943     |
| Шахта № 3/4                                          |          |          |
| Шахта № 4                                            | 1935 год | 1997 год |
| Шахта № 5/13                                         |          | 1958 год |

## Шумихинские шахты
| Название | Открыта  | Закрыта  |
| --- | -------- | -------- |
| 40 лет Октября (В 1997 г. шахта им. 40-летия Октября закрыта и затоплена. На базе бывшей шахты было образовано муниципальное предприятие ООО «Шахта „Штольневая“», но и оно закрылось в 2000 году) | 1954 год | 2000 год |
| Усьва-3 (впоследствии — крыло «Усьва-3» шахты им. 40-летия Октября) | 1957 год | 200? год |
| Шумихинская | 1969 год | 2000 год |

## Гремячинские шахты
| Название                  | Открыта  | Закрыта  |
| ------------------------- | -------- | -------- |
| Таёжная (Шахта № 76)      | 1951 год | 1997 год |
| Гремячинская (Шахта № 62) |          |          |
| Западная (Шахта № 71)     | 1949 год | 1997 год |
| Шахта № 65 Капитальная    |          |          |
| Восточная                 |          |          |
| Шахта № 75                | 1956 год | 1960 год |
| Гореловская               |          |          |

## Чусовские шахты
| Название   | Открыта  | Закрыта  |
| ---------- | -------- | -------- |
| Скальная   | 1942 год | 1998 год |
| Скальная-2 | 1959 год | 1966 год |

## Коспашские шахты
| Название             | Открыта  | Закрыта  |
| -------------------- | -------- | -------- |
| Коспашская           | 1949 год | 1998 год |
| Широковская          | 1945 год | 1996 год |
| Шахта № 2 Белый Спой |          | 1981 год |
| Шахта № 24-бис       | 1942 год | 1958 год |
| Шахта № 26-бис       | 1958 год | 1990 год |
| Шахта № 32           | 1940 год | 1967 год |
| Шахта № 32-бис       | 1940 год | 1959 год |
| Шахта № 33-бис       | 1941 год |          |
| Шахта № 38           | 1940 год | 1972 год |
| Шахта № 39           | 1940 год | 1958 год |
| Шахта № 42           |          |          |
| Шахта № 44           |          | 1990 год |
| Шахта № 40           |          |          |

## Усьвинские шахты
| Название              | Открыта  | Закрыта  |
| --------------------- | -------- | -------- |
| Старо-басковские копи | 1911 год | 1919 год |
| Шахта им. Чкалова     | 1896 год | 1955 год |
| Усьва 1-2             | 1955 год | 1959 год |